# Spectator Nunatak
Spectator Nunatak är en nunatak i Antarktis. Den ligger i Östantarktis. Australien gör anspråk på området. Toppen på Spectator Nunatak är 2 114 meter över havet, eller 69 meter över den omgivande terrängen. Bredden vid basen är 2,4 km.
Terrängen runt Spectator Nunatak är platt åt nordväst, men åt sydost är den kuperad. Trakten är obefolkad. Det finns inga samhällen i närheten.